# کالیو
کالیو (Kaleo) یک گروه راک ایسلندی است که در سال ۲۰۱۲ شکل گرفت. اعضای این گروه جی‌جی جولیوس سان (خواننده و گیتاریست)، Davíð Antonsson (پرکاشن و خواننده)، Daníel Ægir Kristjánsson (گیتار باس) و روبین پولاک (گیتاریست و خواننده) هستند.
کالیو تا به حال دو آلبوم استدیویی با نام‌های "کالیو" (۲۰۱۳) و " A/B" در ۲۰۱۶، همچنین یک آلبوم چندآهنگه به نام گلخانه (Glasshouse) در ۲۰۱۳ منتشر کرده‌است.

## پیشینه
اولین حضور عمومی آن‌ها در جشنواره رادیو و تلویزیون ایسلند در نوامبر ۲۰۱۲ بود. آن‌ها پس از انتشار آهنگ "Vor í Vaglaskógi" شهرتشان را بدست آوردند. این آهنگ در یک ایستگاه رادیویی ایسلندی در لیست ۱۰ آهنگ برتر قرار گرفت. همچنین در قسمت اول سریال به دام افتاده (Trapped) از این آهنگ استفاده شد.
در سال ۲۰۱۴، با انتشار تک‌آهنگ همه دختران زیبا (All the Pretty Girls) توجه بیشتری بدست آوردند طوری که در اسپاتیفای
بیش از ۲۳ میلیون بار پخش شد.
در اوایل ۲۰۱۵، با آتلانتیک رکوردز قرار داد بستند و پس از آن به آستین، تگزاس مهاجرت کردند.

## سبک موسیقی
کالیو در سبک‌های بلوز و فولکلور کار می‌کند.

## ترانه‌شناسی

### تک‌آهنگ‌ها
| Title                     | Year | بهترین رتبه در چارت | بهترین رتبه در چارت | بهترین رتبه در چارت | بهترین رتبه در چارت | بهترین رتبه در چارت   | بهترین رتبه در چارت | بهترین رتبه در چارت | آلبوم |
| Title                     | Year | CAN                 | CAN Rock            | US Alt.             | US Main. Rock       | تریپل ای ایالات متحده | US Rock Air.        | US Rock             | آلبوم |
| ------------------------- | ---- | ------------------- | ------------------- | ------------------- | ------------------- | --------------------- | ------------------- | ------------------- | ----- |
| "Vor í Vaglaskógi"        | ۲۰۱۳ | —                   | —                   | —                   | —                   | —                     | —                   | —                   | Kaleo |
| راک اند رولر              | ۲۰۱۳ | —                   | —                   | —                   | —                   | —                     | —                   | —                   | Kaleo |
| خانه شیشه ای              | ۲۰۱۳ | —                   | —                   | —                   | —                   | —                     | —                   | —                   | Kaleo |
| اتومبیل                   | ۲۰۱۳ | —                   | —                   | —                   | —                   | —                     | —                   | —                   | Kaleo |
| استخوان‌های شکسته          | ۲۰۱۳ | —                   | —                   | —                   | —                   | —                     | —                   | —                   | Kaleo |
| من روی آب را میرم         | ۲۰۱۴ | —                   | —                   | —                   | —                   | —                     | —                   | —                   | Kaleo |
| همه دختران زیبا           | ۲۰۱۴ | —                   | —                   | —                   | —                   | ۹                     | —                   | —                   | A/B   |
| "Way Down We Go"          | ۲۰۱۵ | ۶۲                  | ۸                   | ۱                   | ۳۲                  | ۸                     | ۳                   | ۱۳                  | A/B   |
| "No Good"                 | ۲۰۱۵ | —                   | ۷                   | —                   | ۹                   | —                     | ۲۳                  | —                   | A/B   |
| بدون تو نمیتونم ادامه بدم | ۲۰۱۶ | —                   | —                   | —                   | —                   | —                     | —                   | —                   | A/B   |

### آلبوم‌ها
- ۲۰۱۳: کالیو (Kaleo)
- 2016: A/B

### آلبوم‌های چند آهنگه
- ۲۰۱۳: گلخانه